# Calasca-Castiglione
Calasca-Castiglione é uma comuna italiana da região do Piemonte, província do Verbano Cusio Ossola, com cerca de 765 habitantes. Estende-se por uma área de 57 km², tendo uma densidade populacional de 13 hab/km². Faz fronteira com Antrona Schieranco, Bannio Anzino, Pallanzeno, Piedimulera, Pieve Vergonte, Rimella (VC), Seppiana, Valstrona, Vanzone con San Carlo, Viganella.

## Demografia
| Variação demográfica do município entre 1861 e 2011                               |
|                                                                                   |
| Fonte: Istituto Nazionale di Statistica (ISTAT) - Elaboração gráfica da Wikipedia |